# 1739 en architecture
| Années de l'architecture : 1736 - 1737 - 1738 - 1739 - 1740 - 1741 - 1742    |
| Décennies de l'architecture : 1700 - 1710 - 1720 - 1730 - 1740 - 1750 - 1760 |

Cet article présente les faits marquants de l'année 1739 en architecture.

## Réalisations
- x

## Événements
- x

## Récompenses
- Prix de Rome : x.

## Naissances
- 28 janvier : Jean-Baptiste-Vincent Boulland († 1813).
- 15 février : Alexandre-Théodore Brongniart († 6 juin 1813).

- 5 avril : Antoine-François Peyre († 1823).

- 28 mai : Claude Jean-Baptiste Jallier de Savault († 12 octobre 1806).

- 22 juillet : Louis François Petit-Radel († 1818).

- 15 septembre : Juan de Villanueva († 22 août 1811).

- 31 octobre : James Craig, architecte écossais, particulièrement actif à Édimbourg (†  23 juin 1795).

- Jean-François-Thérèse Chalgrin († 1811).
- Jean-François Heurtier († 1822).
- Pierre Toufaire († 1794).

## Décès
- Jean Courtonne (°1671).